# Ludwig Ihmels

Ludwig Ihmels (ca. 1910)

Ludwig Heinrich Ihmels (* 29. Juni 1858 in Middels, Ostfriesland; † 7. Juni 1933 in Leipzig) war evangelisch-lutherischer Theologe und Pfarrer. Er war Inhaber des Dogmatiklehrstuhls an der Universität Leipzig und von 1922 bis 1933 der erste Landesbischof von Sachsen. Ihmels vertrat die theologische Strömung des Neuluthertums.

## Leben
Ludwig Ihmels stammte aus einer bekannten ostfriesischen Pastorenfamilie. Sein Vater, Hieronymus Ihmels, war von 1843 bis 1887 Pastor in Middels. Nach dem Abitur in Aurich studierte Ludwig Ihmels von 1878 bis 1882  an den Universitäten Leipzig, Erlangen und Göttingen Evangelische Theologie. Im Jahre 1883 trat er seine erste Pfarrstelle auf Baltrum an. 1884 kam er nach Nesse, 1885 nach Detern (beide in Ostfriesland) und 1894 wurde er Studiendirektor des Predigerseminars Kloster Loccum. 1901 promovierte er in Rostock zum Dr. theol.
Als Nachfolger von Franz Hermann Reinhold Frank erhielt er 1898 einen Ruf als Professor für Systematische Theologie an die Universität Erlangen. Von 1902 bis 1922 war er Inhaber des Lehrstuhls für Dogmatik an der Universität Leipzig (Vertreter der Offenbarungstheologie). Im 500. Jubiläumsjahr der Universität Leipzig 1909 war er Dekan der dortigen Theologischen Fakultät. 1907 war er Vorsitzender der Allgemeinen Evangelisch-Lutherischen Konferenz. Zu seinen bedeutendsten Schülern zählen neben Martin Doerne auch Erich Stange, Werner Elert, Robert Jelke und Ernst Sommerlath. Ihmels war Ehrenmitglied des Erlanger und Leipziger Wingolf.

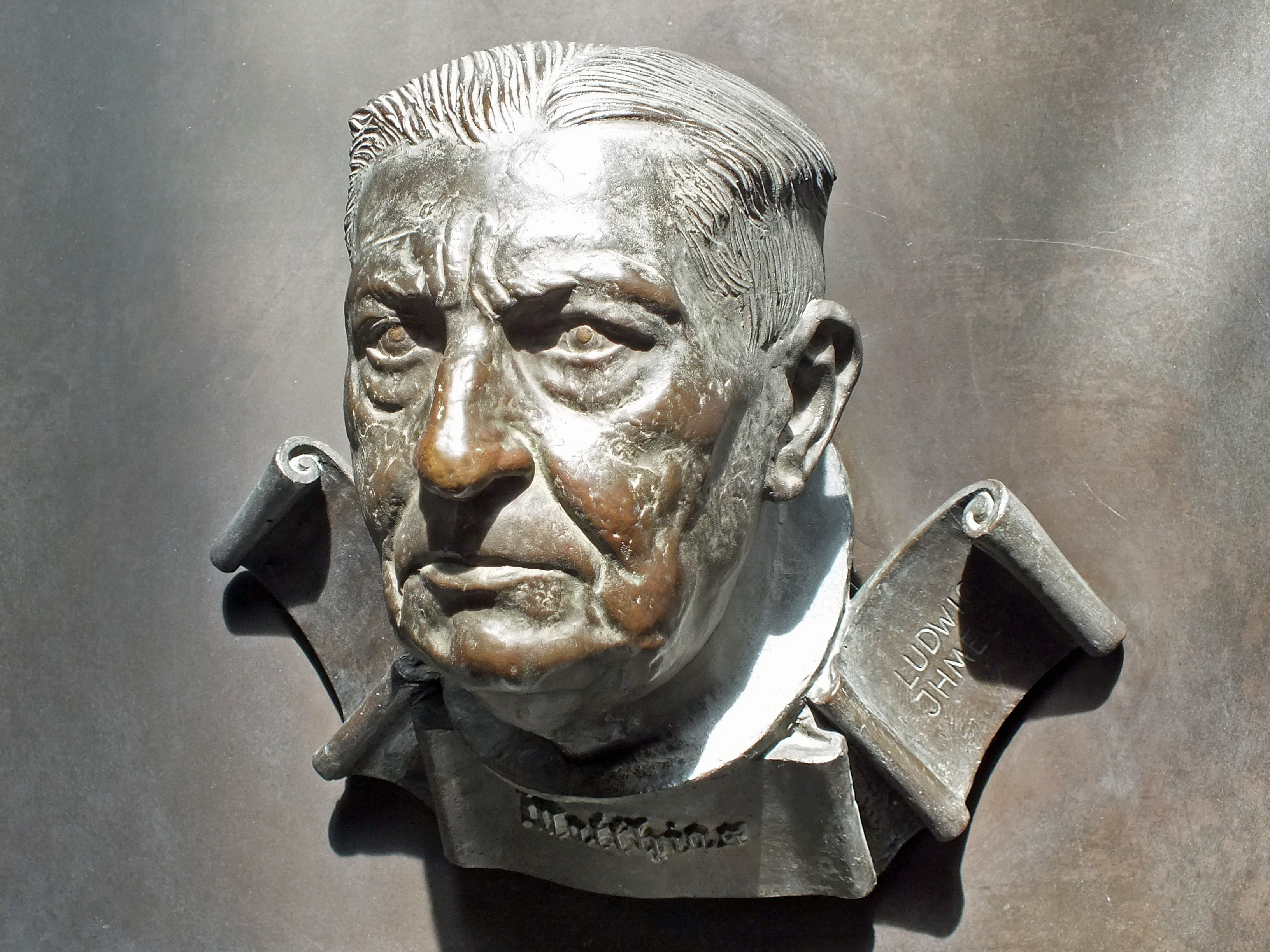
Ludwig Ihmels als Apostel Matthias an der 1932 von Georg Wrba geschaffenen Kanzel im Dom St. Marien zu Wurzen

Ihmels wurde 1922 in das neu geschaffene Amt des Landesbischofs der Evangelisch-Lutherischen Landeskirche Sachsens berufen, das er bis zu seinem Tod 1933 ausübte. In seine Amtszeit fiel die Gründung des Predigerseminars Lückendorf bei Zittau (gemeinsam mit Martin Doerne) und die Verabschiedung der sächsischen Kirchenverfassung. Er war 1923 Vorsitzender des Lutherischen Weltkonvents in Eisenach und nahm an der Stockholmer Weltkirchenkonferenz von 1925 teil.

## Familie
Ludwig Ihmels war mit Johanna Christiana Margaretha Schaaf (1864–1910), verheiratet, die ebenfalls aus einer ostfriesischen Pastorenfamilie stammt und Tochter des Superintendenten Karl Heinrich Schaaf (1827–1904) war. Der Theologe und Leiter des Leipziger Missionswerkes, Carl Ihmels, war sein Sohn und Werner Ihmels, der 1949 im Speziallager Bautzen starb, sein Enkel.
Nach dem Tod seiner ersten Frau heiratete Ihmels im Jahr 1920 Martha Hofmann-Löser.

## Werke
- Die christliche Wahrheitsgewissheit, ihr letzter Grund und ihre Entstehung, Leipzig 1901 (Leipzig ²1914).
- Die Bedeutung des Autoritätsglaubens im Zusammenhang mit der anderen Frage erörtert: Welche Bedeutung hat die Autorität für den Glauben? Vortrag, gehalten auf der Hannoverschen Pfingstkonferenz 1902, Leipzig 1902.
- Das Verhältnis der Dogmatik zur Schriftwissenschaft, Leipzig 1908.
- Wer war Jesus? Was wollte Jesus? Leipzig 1908.
- Theonomie und Autonomie im Licht der christlichen Ethik. Akademische Antrittsrede, gehalten zu Leipzig am 22. November 1902, Leipzig 1903.
- Die Auferstehung Jesu Christi, Leipzig 1913.
- Aus der Kirche, ihrem Lehren und Leben, Leipzig 1914.
- Dein Reich komme. Missionspredigten und Reden, Leipzig 1915.
- Siehe, ich mache alles neu! Ein Jahrgang Predigten, gehalten in der Universitätskirche zu Leipzig, Leipzig 1915.
- Der Krieg im Lichte der christlichen Ethik, Leipzig 1915.
- Weshalb und wie ist in den gegenwärtigen Wirren an dem Bekenntnis der Kirche festzuhalten? Leipzig 1919.
- Centralfragen der Dogmatik in der Gegenwart. Sechs Vorlesungen, Erlangen/Leipzig 1921.
- Dennoch ein König! Drei Morgenandachten, Dresden 1925.
- Der Katechismus als Lebensbuch, Dresden 1929.

## Gedenktag
7. Juni im Evangelischen Namenkalender.